# (33384) Jacyfang
1999 CV42 (asteroide 33384) é um asteroide da cintura principal. Possui uma excentricidade de 0.19620520 e uma inclinação de 5.50894º.
Este asteroide foi descoberto no dia 10 de fevereiro de 1999 por LINEAR em Socorro.